# Coppa Italia 2018-2019 (hockey in-line)
La Coppa Italia 2018-2019 è stata la 20ª edizione della principale coppa nazionale italiana di hockey in-line. È stata disputata dal 30 settembre 2018 al 3 marzo 2019.
l Diavoli Vicenza si sono aggiudicati il trofeo per la prima volta nella sua storia sconfiggendo in finale il Milano Quanta

## Partite

### Primo turno
| Squadra 1         | Risultato | Squadra 2       |
| ----------------- | --------- | --------------- |
| 30 settembre 2018 |           |                 |
| Milano Monsters   | 3 - 11    | Canguri Brebbia |
| Asiago Newts      | 9 - 10    | Asiago Black    |

### Secondo turno

#### Girone A
| Squadra                 | Pt | G | V | N | P | GF | GS | DG  |
| ----------------------- | -- | - | - | - | - | -- | -- | --- |
| Old Style Torre Pellice | 9  | 3 | 3 | 0 | 0 | 16 | 3  | +13 |
| Libertas Forlì          | 6  | 3 | 2 | 0 | 1 | 8  | 6  | +2  |
| Canguri Brebbia         | 3  | 3 | 1 | 0 | 2 | 15 | 12 | +3  |
| Mammuth Roma            | 0  | 3 | 0 | 0 | 3 | 2  | 20 | -18 |

| Data    | Incontri                               | Risultato |
|         |                                        |           |
| 20 ott. | Mammuth Roma-Libertas Forlì            | 0-3       |
| 20 ott. | Canguri Brebbia-Old Style Torrepellice | 2-6       |
| 21 ott. | Mammuth Roma-Canguri Brebbia           | 2-12      |
| 21 ott. | Old Style Torrepellice-Libertas Forlì  | 5-1       |
| 21 ott. | Libertas Forlì-Canguri Brebbia         | 4-1       |
| 21 ott. | Old Style Torrepellice-Mammuth Roma    | 5-0       |

| Data    | Incontri                               | Risultato |
|         |                                        |           |
| 20 ott. | Mammuth Roma-Libertas Forlì            | 0-3       |
| 20 ott. | Canguri Brebbia-Old Style Torrepellice | 2-6       |
| 21 ott. | Mammuth Roma-Canguri Brebbia           | 2-12      |
| 21 ott. | Old Style Torrepellice-Libertas Forlì  | 5-1       |
| 21 ott. | Libertas Forlì-Canguri Brebbia         | 4-1       |
| 21 ott. | Old Style Torrepellice-Mammuth Roma    | 5-0       |

#### Girone B
| Squadra          | Pt | G | V | N | P | GF | GS | DG |
| ---------------- | -- | - | - | - | - | -- | -- | -- |
| Asiago Black     | 6  | 2 | 2 | 0 | 0 | 13 | 8  | +5 |
| Corsari Riccione | 3  | 2 | 1 | 0 | 1 | 11 | 10 | +1 |
| Lepis Piacenza   | 0  | 2 | 0 | 0 | 2 | 6  | 12 | -6 |

| Data    | Incontri                        | Risultato |
|         |                                 |           |
| 21 ott. | Asiago Black-Corsari Riccione   | 7-5       |
| 21 ott. | Lepis Piacenza-Asiago Black     | 3-6       |
| 21 ott. | Corsari Riccione-Lepis Piacenza | 6-3       |

| Data    | Incontri                        | Risultato |
|         |                                 |           |
| 21 ott. | Asiago Black-Corsari Riccione   | 7-5       |
| 21 ott. | Lepis Piacenza-Asiago Black     | 3-6       |
| 21 ott. | Corsari Riccione-Lepis Piacenza | 6-3       |

### Terzo turno
| Squadra 1               | Risultato | Squadra 2         |
| ----------------------- | --------- | ----------------- |
| 17 novembre 2018        |           |                   |
| Old Style Torre Pellice | 6 - 5     | Ghosts Padova     |
| Diavoli Vicenza         | 14 - 0    | Ferrara           |
| CUS Verona              | 6 - 2     | Asiago Black      |
| Monleale                | 8 - 6     | CVS Civitavecchia |

### Quarto turno
| Squadra 1               | Risultato | Squadra 2       |
| ----------------------- | --------- | --------------- |
| 17 novembre 2018        |           |                 |
| Monleale                | 4 - 6     | Cittadella      |
| CUS Verona              | 3 - 1     | Real Torino     |
| Milano Quanta           | 7 - 1     | Asiago Vipers   |
| Old Style Torre Pellice | 0 - 16    | Diavoli Vicenza |

### Quinto turno
| Squadra 1      | Risultato | Squadra 2               |
| -------------- | --------- | ----------------------- |
| 5 gennaio 2019 |           |                         |
| Asiago Vipers  | 10 - 3    | Old Style Torre Pellice |
| Real Torino    | 11 - 2    | Monleale                |

### Superfinal

#### Girone A
| Squadra       | Pt | G | V | N | P | GF | GS | DG |
| ------------- | -- | - | - | - | - | -- | -- | -- |
| Asiago Vipers | 6  | 2 | 2 | 0 | 0 | 9  | 2  | +7 |
| CUS Verona    | 3  | 2 | 1 | 0 | 1 | 8  | 7  | +1 |
| Cittadella    | 0  | 2 | 0 | 0 | 2 | 2  | 10 | -8 |

| Data    | Incontri                 | Risultato |
|         |                          |           |
| 1º mar. | Cittadella-CUS Verona    | 2-6       |
| 1º mar. | CUS Verona-Asiago Vipers | 2-5       |
| 2 mar.  | Asiago Vipers-Cittadella | 4-0       |

| Data    | Incontri                 | Risultato |
|         |                          |           |
| 1º mar. | Cittadella-CUS Verona    | 2-6       |
| 1º mar. | CUS Verona-Asiago Vipers | 2-5       |
| 2 mar.  | Asiago Vipers-Cittadella | 4-0       |

#### Girone B
| Squadra         | Pt | G | V | N | P | GF | GS | DG  |
| --------------- | -- | - | - | - | - | -- | -- | --- |
| Milano Quanta   | 6  | 2 | 2 | 0 | 0 | 9  | 4  | +5  |
| Diavoli Vicenza | 3  | 2 | 1 | 0 | 1 | 10 | 4  | +6  |
| Real Torino     | 0  | 2 | 0 | 0 | 2 | 4  | 15 | -11 |

| Data    | Incontri                      | Risultato |
|         |                               |           |
| 1º mar. | Milano Quanta-Diavoli Vicenza | 3-1       |
| 1º mar. | Diavoli Vicenza-Real Torino   | 9-1       |
| 2 mar.  | Real Torino-Milano Qunata     | 3-6       |

| Data    | Incontri                      | Risultato |
|         |                               |           |
| 1º mar. | Milano Quanta-Diavoli Vicenza | 3-1       |
| 1º mar. | Diavoli Vicenza-Real Torino   | 9-1       |
| 2 mar.  | Real Torino-Milano Qunata     | 3-6       |

### Fase finale
|  | Semifinali      | Semifinali      | Semifinali    |               |                 | Finale 1º posto | Finale 1º posto | Finale 1º posto |  |
|  |                 |                 |               |               |                 |                 |                 |                 |  |
|  | Asiago Vipers   | Asiago Vipers   | 3             |               |                 |                 |                 |                 |  |
|  | Asiago Vipers   | Asiago Vipers   | 3             |               |                 |                 |                 |                 |  |
|  | Diavoli Vicenza | Diavoli Vicenza | 4             |               |                 |                 |                 |                 |  |
|  | Diavoli Vicenza | Diavoli Vicenza | 4             |               | Diavoli Vicenza | Diavoli Vicenza | 3               |                 |  |
|  |                 |                 |               |               | Diavoli Vicenza | Diavoli Vicenza | 3               |                 |  |
|  |                 |                 | Milano Quanta | Milano Quanta | 1               |                 |                 |                 |  |
|  | Milano Quanta   | Milano Quanta   | Milano Quanta | Milano Quanta | 1               | 4               |                 |                 |  |
|  | Milano Quanta   | Milano Quanta   |               |               |                 |                 |                 |                 |  |
|  | CUS Verona      | CUS Verona      | 3             |               |                 |                 |                 |                 |  |